# Joaquín Sorolla
Joaquín Sorolla y Bastida (Valencia, 27 febbraio 1863 – Cercedilla, 10 agosto 1923) è stato un pittore spagnolo, è annoverato fra i rinnovatori della pittura spagnola in chiave impressionista e anche tra i più prolifici, avendo un catalogo di più di 2.200 opere.

## Biografia
Joaquín Sorolla Bastida nacque a Valencia in Spagna il 27 febbraio 1863. Rimasto orfano di entrambi i genitori a soli due anni d'età, fu allevato nella famiglia di una zia materna insieme alla sorella Eugenia. Manifestò presto la sua attitudine al disegno. Dopo aver frequentato le scuole medie frequentò una scuola serale di disegno per artigiani e la Scuola Superiore di Belle Arti di San Carlo mentre lavorava nello studio dello zio. 

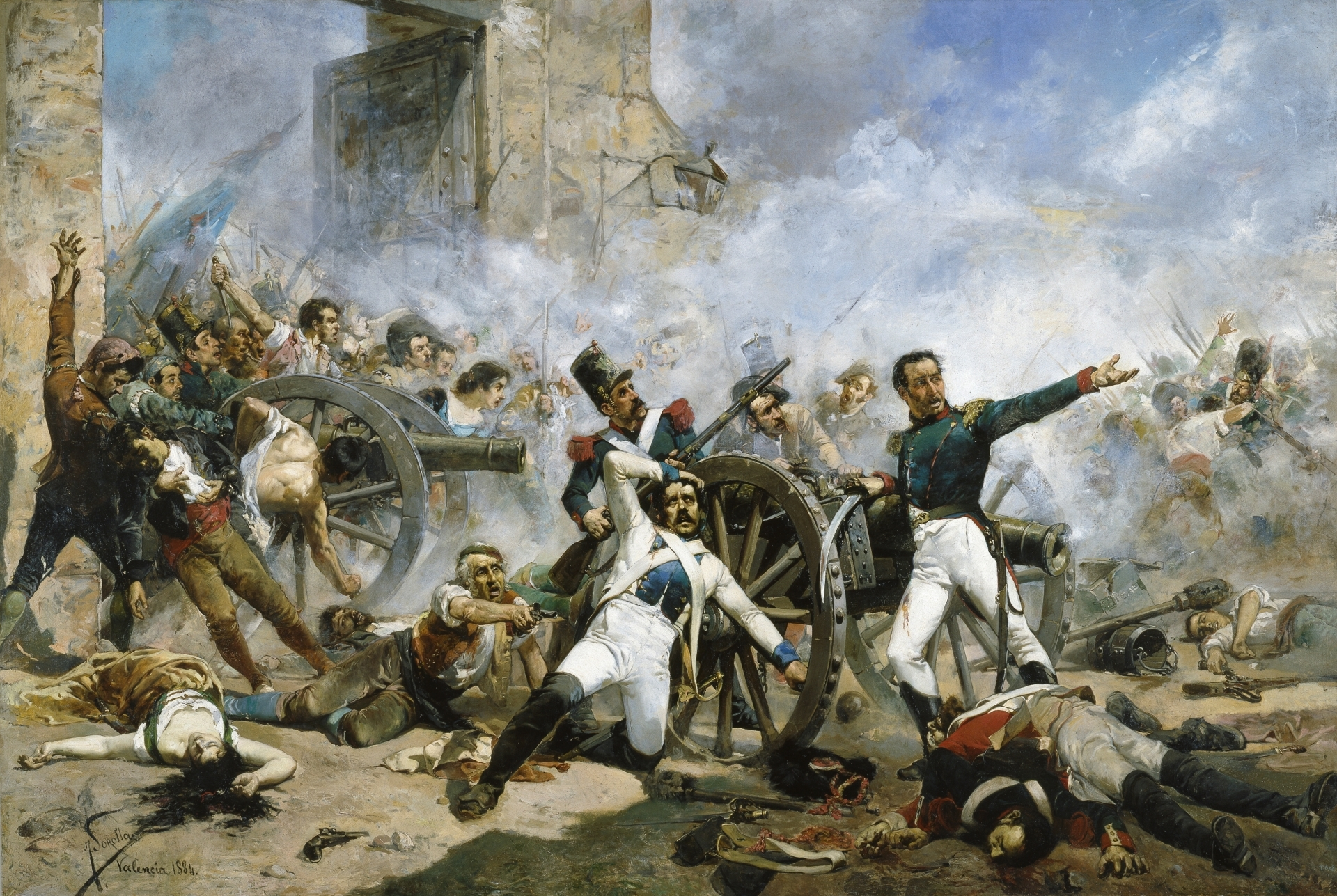
Defensa del Parque de Artillería de Monteleón (1884), opera con cui vinse una medaglia alla Esposizione Nazionale; qui Sorolla risente ancora dello stile dell'ultimo Pedro Velarde.

Partecipò a diverse esposizioni dove passò inosservato nel clima accademico che dominava allora finché nel 1884 ottenne il primo riconoscimento alla Esposizione Nazionale con il quadro Defensa del Parque de Artillería de Monteleón, un quadro melodrammatico e tetro che dipinse espressamente per l'esposizione confidando a un amico: «qui per farsi conoscere e vincere una medaglia occorre dipingere morti».
Fu amico di famiglia del pittore valenciano José Benlliure y Gil (1855-1937) il cui sfortunato figlio José Benlliure Ortiz (Peppino) (1884-1916) fu anche suo allievo. Nel 1918 circa dipingerà anche il ritratto di Jose Luis Benlliure Lopez de Arana (1898-1981), architetto, figlio dello scultore Mariano Benlliure e della cantante Lucrezia Arana, cugino di "Peppino", che a sua volta andrà in esilio in Francia a causa della guerra civile spagnola.
A seguito del gran successo che ebbe a Valencia il suo quadro El crit del palleter avente per tema la guerra d'indipendenza spagnola, ottenne un sussidio per andare a Roma a perfezionare la sua arte. Dopo l'esperienza romana, in cui venne a contatto con la grande arte classica e rinascimentale, nel 1885 si recò a Parigi con il suo amico Pedro Gil. A Parigi soggiornò sei mesi nei quali subì l'influenza degli impressionisti francesi. Il quadro El entierro de Cristo dipinto di ritorno a Roma però non ebbe il successo sperato. Nel 1888 sposò Clotilde García del Castillo, sorella di Juan Antonio García del Castillo, che aveva conosciuto quando frequentava l'Accademia di San Carlo. La coppia visse per un anno in Italia, ad Assisi.

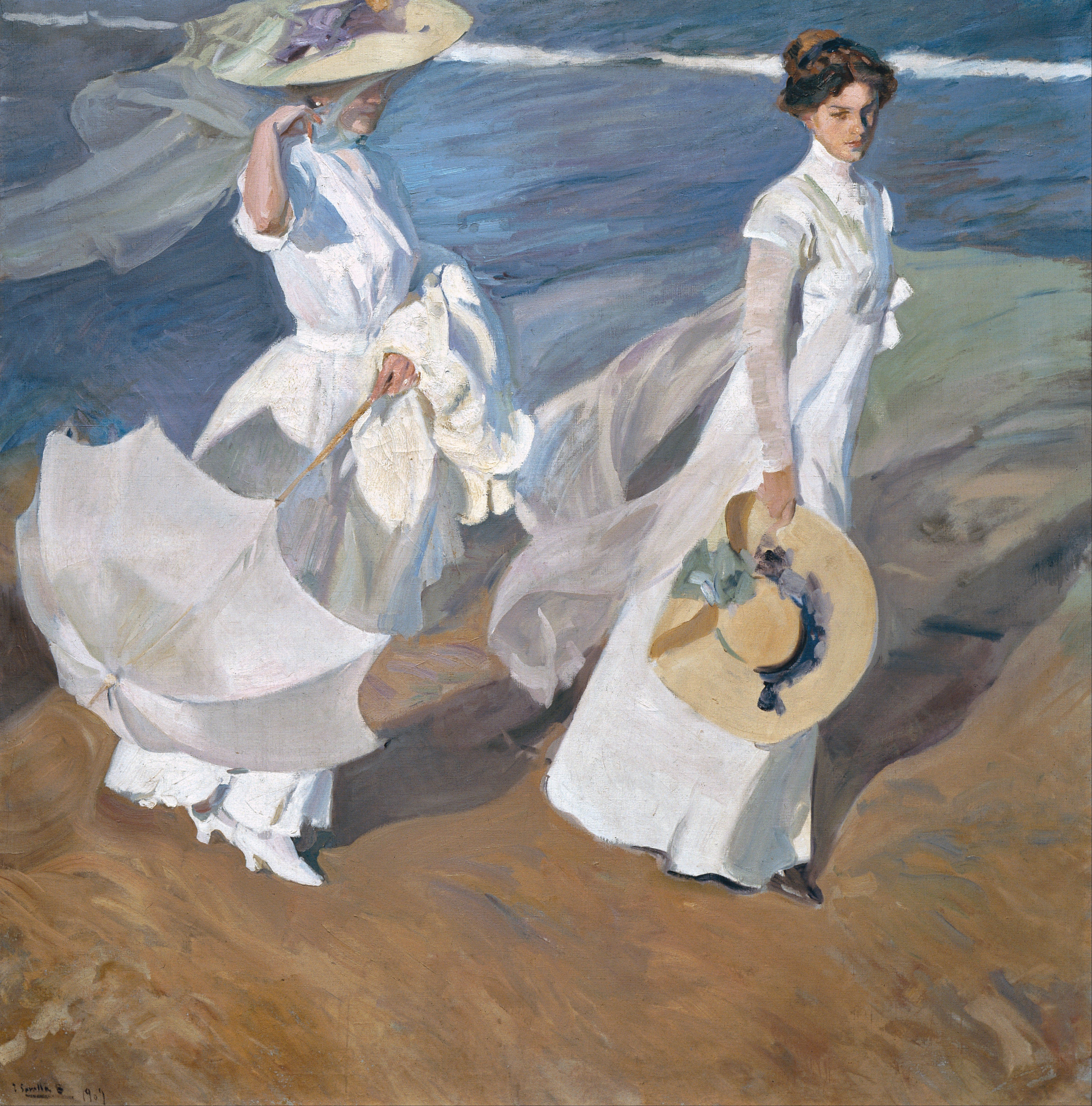
Joaquín Sorolla - Paseo a orillas del mar (Passeggiata in riva al mare), 1909, Madrid, museo Sorolla.

Tornato in Spagna nel 1889 si stabilì a Madrid dove nell'arco di cinque anni riuscì ad affermarsi. Strinse una forte amicizia con Aureliano de Beruete con cui condivideva le esperienze artistiche degli impressionisti spagnoli, come Darío de Regoyos, e gli ideali liberali e progressisti. Sarà il suo amico Beruete a organizzare per primo una mostra antologica dell'amico dopo la sua morte. Suo allievo fu José Felipe Abárzuza y Rodríguez de Arias.
Nel 1894 fece un altro soggiorno a Parigi dove approfondì lo studio del luminismo, tanto da diventare da allora in poi una costante della sua pittura, dove il colore s'identifica con la luce. Fu letteralmente abbagliato dalla luce del Mediterraneo che trasferì sulle sue tele con colori vibranti applicati con pennellate sciolte e sicure. Nel 1900 vinse il Gran Prix di Parigi, continuando con la sua pittura di denuncia sociale che tanto consenso aveva riscosso negli ultimi anni con opere come I encara diuen que el peix és car del 1895, che gli aveva fruttato la Medaglia di Prima Classe all'Esposizione nazionale di Spagna delle Belle arti del 1895. Da allora Valencia, sua città natale, lo consacrò suo cittadino illustre dedicandogli una strada.
Viaggiò molto in Inghilterra, Francia e in altri paesi europei facendo conoscere le sue opere. In un'esposizione a Parigi presentò più di cinquecento quadri che gli fruttarono un riconoscimento senza eguali non solo in Europa ma anche in America dove, nel 1909, ottenne un altro strepitoso successo esponendo quadri come Sol de tarde o Nadadores. Nel 1911 espose al City Art Museum di St. Louis e nell'Art Institute di Chicago. Tra il 1913 e il 1919 dipinse quattordici giganteschi murales nelle sale della Hispanic Society of America di New York dove illustrò scene tipiche delle diverse regioni della Spagna e del Portogallo. La misura di quest'opera è di tre metri d'altezza per settanta di lunghezza: un autentico monumento alla hispanidad.

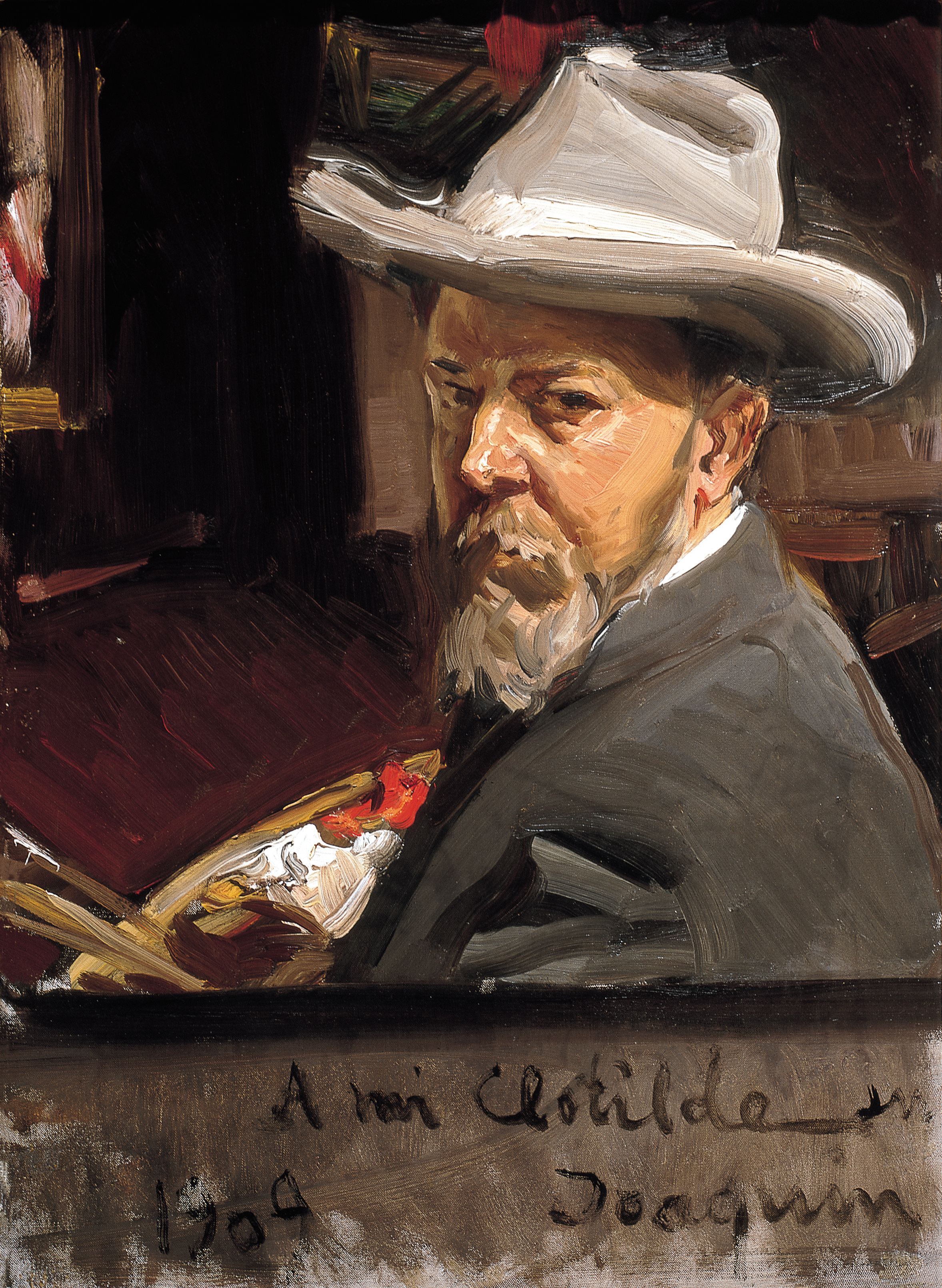
Sorolla: Autoritratto (1912)

Il Museo Meadows di Dallas sviluppò un'esposizione a lui dedicata, esplorando per la prima volta la relazione unica di Sorolla con gli Stati Uniti d'America all'inizio del XX secolo. Essa ebbe inizio al Museo Meadows (13 dicembre 2013-19 aprile 2014), per poi spostarsi al San Diego Museum of Art (San Diego, 30 maggio-26 agosto 2014) e poi alla Fondazione MAPFRE a Madrid (23 settembre 2014-11 gennaio 2015).
Nel 1914 fu nominato accademico e dopo aver terminato la monumentale opera insegnò tecnica del colore e della composizione nella Scuola di Belle Arti di Madrid, diffondendo il suo stile luminista nella società dell'epoca. Altrettanto importante fu la sua produzione come ritrattista. Fra i personaggi più importanti da lui ritratti ricordiamo: Juan Ramón Jiménez, il re Alfonso XIII, Vicente Blasco Ibáñez, José Ortega y Gasset. La sua attività fu interrotta inaspettatamente nel 1923 a seguito di un infarto mentre stava dipingendo.
Morì il 10 agosto 1923 nella sua casa di Cercedilla. A Madrid gli è stato dedicato il Museo Sorolla.

## Opere scelte

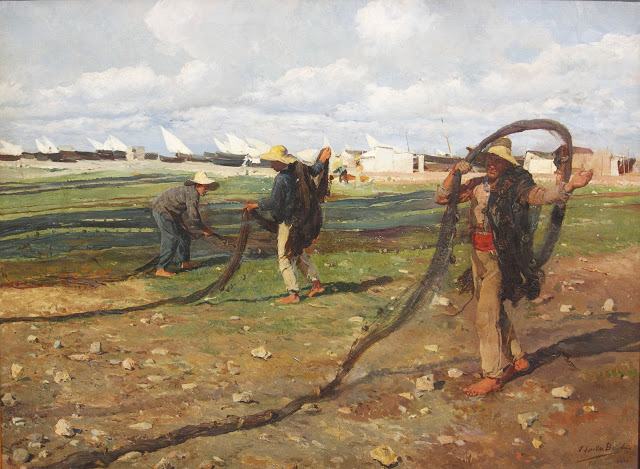
Pescadores recogiendo las redes (Pescatori che raccolgono le reti), conservato alla Galleria nazionale d'arte moderna e contemporanea

- Clotilde García del Castillo (1890)
- E poi dicono che il pesce è caro! (1894)
- El crit del palleter
- El entierro de Cristo
- Sol de tarde
- Nadadores
- Madre e hija
- Pescadora valenciana
- Visión de España
- Triste herencia
- Nudo di donna (1902)
- Passeggiata in riva al mare (1909)
- Il bagno del cavallo (1909)
- Bambini sulla spiaggia (1910)
- Clotilde seduta su un sofá (1910)

Dipinse inoltre un ritratto di José Luis Benlliure López de Arana, esposto al museo di Belle Arti di Valencia.